# Ono (Hyōgo)
Ono è una città giapponese della prefettura di Hyōgo.